# Władysław Mitkowski
Władysław Mitkowski ps.Żbik (ur. 22 września 1914 w Krakowie, zm. 24 czerwca 1942 tamże) – radiotechnik, kapral rezerwy WP, żołnierz AK, podharcmistrz.

## Życiorys
Był wnukiem powstańców z 1863, synem Józefa i Władysławy Szymoniak. Miał dwóch braci starszego Józefa późniejszego historyka i profesora UJ i młodszego Stanisława ps. Szarota (1922-1944).
Po ukończeniu szkoły podstawowej rozpoczął naukę w Gimnazjum św. Anny musiał ją jednak przerwać ze względów zdrowotnych. Ostatecznie maturę zdał eksternistycznie dopiero w marcu 1939. W marcu 1933 wstąpił do harcerstwa, kończąc w kwietniu kurs wodzów zuchowych. W styczniu 1934 ukończył kurs drużynowych i w lutym został mianowany drużynowym XV Męskiej drużyny harcerskiej noszącej imię ppłk. Leopolda Lisa Kuli.
W 1937 r. został powołany do wojska- służył w 1 Pułku Strzelców Podhalańskich w Nowym Sączu. Ukończył jako prymus półroczny kurs radiowo-telegraficzny w Krakowie oraz brał udział w zajęciu Zaolzia. Był uczestnikiem wojny obronnej – brał udział w walkach 20 pułku ziemi krakowskiej. Uciekł z transportu jeńców i przez Puszczę Niepołomicką wrócił do Krakowa. W grudniu 1939  wstąpił do podziemnej organizacji wojskowej. W pierwszych trzech latach okupacji niemieckiej brał udział w wydawaniu prasy konspiracyjnej. Były to gazetki: ,,Pobudka”, ,,Surmy”,, Nowiny Radiowe” i ,,Nowe Ateny”. Wraz z innymi druhami zajmował się kolportażem podziemnej prasy. Współpracował z Szarymi Szeregami. W okresie od marca 1940 do lutego 1942 był trzykrotnie aresztowany przez gestapo.
24 czerwca 1942 o świcie pod dom w którym mieszkał przy ul. Twardowskiego 99 zatrzymało się gestapowskie auto. Władysław wraz ze swym młodszym bratem Stanisławem próbował uciekać przez ogród w kierunku
ul. Zielnej, a potem Skałek Twardowskiego. Bratu powiodła się ucieczka. Władysław został ranny i zawrócił w kierunku domu.  Rannego, na oczach matki zastrzelił gestapowiec z odległości około 15 m.
Po wojnie 24 czerwca 1945 r. drużyna harcerska otrzymała nowego patrona. Został nim phm. Władysław Mitkowski. W 1961 roku przed domem na ul. Twardowskiego 99 z inicjatywy rodziny odsłonięto głaz z tablicą.
Inskrypcja na tablicy:

 Twierdzą nam będzie każdy próg
tu dnia 24 czerwca 1942 roku
padł od kul Gestapo żołnierz AK
podharcmistrz
Władysław Mitkowski
swemu drużynowemu i patronowi
w 30-lecie założenia drużyny
1931  piętnastacy  1961